# Stettiner Abendpost
Die Stettiner Abendpost war eine Abendzeitung von 1902 bis 1934.

## Geschichte
Am 27. Oktober 1902 erschien die erste Ausgabe der Stettiner Abendpost. Herausgeber war August Huck, der kurz zuvor die Stettiner Neuesten Nachrichten erworben hatte, zusammen mit dem Verleger Ferdinand Koch.
Etwa seit 1904 leitete Carl (Eduard) Heerdegen (* 1874) die Zeitung. Diese enthielt viele Unterhaltungsbeiträge und verschiedene Beilagen, darunter die beliebte Stettiner Illustrierte Zeitung (seit 1910 wöchentlich). Die inhaltliche Ausrichtung war deutschnational.
1928 wurde die Stettiner Abendpost zeitweise mit der Ostsee-Zeitung zusammengelegt. Ab 1930 erschien sie wieder als eigenständige Zeitung, zuletzt am 30. September 1934.
Der bekannte Schriftsteller Ehm Welk war kurzzeitig als Volontär bei der Stettiner Abendpost tätig.